# Perunui
Le fleuve Perunui  (en anglais : Perunui River)  est un bref cours d'eau de la région du Northland dans l’Île du Nord de la Nouvelle-Zélande.

## Géographie
C’est une des nombreuses rivières, qui alimentent du système de Hokianga Harbor.